# ワール川
ワール川（ワールがわ、蘭：Waal）は、オランダを流れる川で、ライン川がライン・マース・スヘルデ三角州に流れ込んで分岐した川の一つである。
ライン川はオランダに入ってすぐの、ラインヴァールデン基礎自治体のパネルデン地区付近で北側にパネルデン運河（下流はレク川を経由して北海へ）、南側にワール川にと2分岐する。ワール川にはライン川の総流量の65%が流入している。ワール川は、北海やロッテルダム港とドイツ各地を結ぶライン川の主要航路の一つとなっている。
なお、ワール川（メルウェデ川）が北海に流入する河口部には、デルタ計画で建設されたハーリングフリート水門があるため、ベネデン・メルウェデ川（メルウェデ川の分岐河川・運河）などを経由してレク川下流にあるロッテルダムより北海へ抜ける航路等が設定されている。
ドイツ、ベルギー、フランス各国の下水排水が流れ込む最下流の位置にあり水質汚染が進んでいる。
ワール川本流の経路
ライン川 > ワール川 > ボーフェン・メルウェデ川 > ニューウェ・メルウェデ川 > ホランス・ディープ川 > ハーリングフリート川 > 北海

## 構造・仕様
運輸水運省が設定している航路の技術仕様は次の通り
- 全長 84 km
- 深さ 2.8m（最低保証値）
- 幅 150m（最低保証値）

## 関連項目

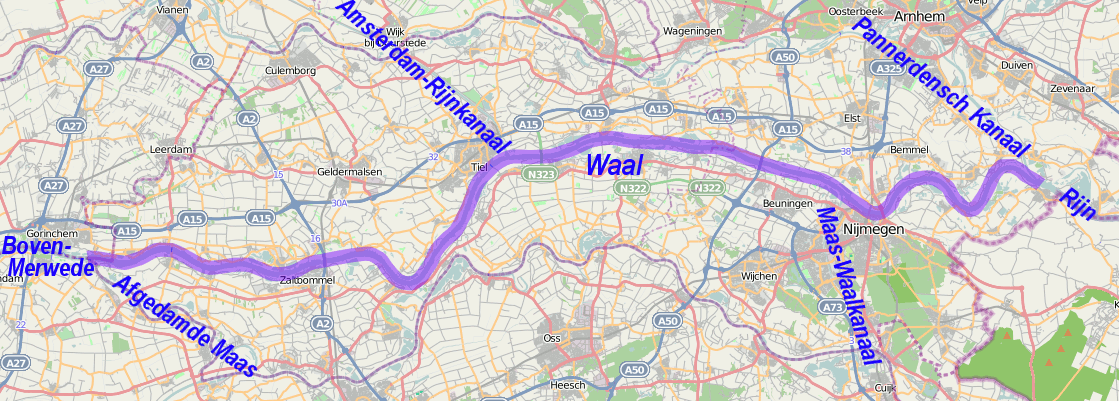
位置図

## 流域の自治体・都市
オランダ
ヘルダーラント州：ナイメーヘン、ティール、ザルトボメル
南ホラント州：ホリンケム